# Mats Olsson (Handballspieler)
Mats Olsson (* 12. Januar 1960 in Malmö) ist ein ehemaliger schwedischer Handballspieler und heutiger Handballtrainer.
Seine Laufbahn begann Olsson beim Malmöer Verein Dalhems IF. 1980 wechselte er zum schwedischen Spitzenverein LUGI HF aus Lund, der gerade erstmals die Landesmeisterschaft errungen hatte. Dadurch trat der Verein im Europapokal der Landesmeister an, wo überraschend das Halbfinale erreicht wurde. Dort schied man jedoch mit zwei Niederlagen gegen den späteren Titelgewinner SC Magdeburg aus. Ohne Titelgewinn verließ Olsson 1988 seine schwedische Heimat, um zum aufkommenden Topclub CB Cantabria Santander zu wechseln. Mit Santander gewann er zweimal den spanischen Meistertitel und 1994 die Champions League. Nach seiner Zeit in Spanien wechselte Olsson nach Schweden zurück – zu Ystads IF – kehrte jedoch hinterher noch einmal kurz für Santander aufs Spielfeld zurück.
Für die Nationalmannschaft absolvierte Olsson von 1979 bis 1997 insgesamt 292 Länderspiele. Er nahm insgesamt an sechs Weltmeisterschaften teil, von denen er eine mit der schwedischen Auswahl gewann (1990). Bei vier Olympiateilnahmen erreichte er zwei Silbermedaillen. Zudem war er Teil der Siegermannschaft bei der ersten Handball-EM 1994.
Nach seiner Spielerkarriere übernahm Olsson das Traineramt der portugiesischen Nationalmannschaft. Des Weiteren wurde er bei National- und Vereinsmannschaft als Torwarttrainer tätig, darunter auch bei den deutschen Bundesligisten SG Flensburg-Handewitt, THW Kiel und den Rhein-Neckar Löwen sowie in Norwegen bei Elverum Håndball. Zu den Torhütern, die er betreute, gehören Spieler wie Mattias Andersson, Kevin Møller, Andreas Palicka und Mikael Appelgren.

## Erfolge
- Weltmeister 1990
- Europameister 1994
- Champions-League-Sieger 1994
- Europapokal der Pokalsieger 1990
- IHF-Pokal 1993
- Spanischer Meister 1993, 1994
- Spanischer Pokalsieger 1989
- Silber bei Olympia 1992, 1996
- WM-Silber 1997
- WM-Bronze 1993, 1995
- WM-Bronze bei den Junioren 1979